# Angolské námořnictvo
Angolské námořnictvo (portugalsky: Marinha de Guerra) je jednou ze složek ozbrojených sil Angoly. Jedná se o malé námořnictvo, které mělo k roku 2008 přes desítku hlídkových člunů, tři hlídkové letouny a cca 1250 osob. Hlavní základnou námořnictva je Luanda.

## Historie
Angolské námořnictvo bylo ustaveno roku 1976. Hlavním dodavatelem válečných lodí se přitom stal SSSR, počínaje čtyřmi torpédovými čluny Projektu 206 (v kódu NATO třída Shershen), dodanými roku 1977. V průběhu 80. let země získala šest raketových člunů Projektu 205 (v kódu NATO třída Osa II) z let 1982–1983, dvě pobřežní minolovky Projektu 1258 (v kódu NATO třída Yevgenya), pět výsadkových lodí typu T-4, tři výsadkové lodě třídy Polnocny B a jeden hlídkový člun Projektu 1400 (v kódu NATO třída Zhuk). Výsadková plavidla pak posílilo pět jednotek portugalského typu LDM-400. Tato plavidla byla převážně vyřazena v průběhu 90. let.
Na počátku 90. let námořnictvo získalo sedm hlídkových lodí určených především k ochraně rybolovných pásem země. Čtyři jednotky třídy Mandume byly postaveny ve Španělsku a tři jednotky třídy Patrulheiro ve Francii. Všechna plavidla těchto dvou tříd byla dodána v roce 1993. Zatímco stav plavidel třídy Patrulheiro je nejasný, třída Mandume byla roku 2009 modernizována.
V roce 2014 byla objednána stavba sedmi nových hlídkových lodí brazilské třídy Macaé. V roce 2015 se však ukázalo, že země nemá kvůli poklesu cen ropy na plavidla dostatek financí a osud projektu je značně nejistý.
Roku 2015 byly objednány čtyři rychlé hlídkové čluny izraelské třídy Super Dvora Mk.III. Dodány byly roku 2016. Dle serveru Covert Shores angolské námořnictvo získalo rovněž nejméně tři menší interceptory DV15.
Roku 2016 společnost Privinvest získala zakázku na stavbu tři rychlých interceptorů třídy HSI 32, tři hlídkové trimarany Ocean Eagle 43. Čluny HSI 32 byly dodány roku 2019 a timarany od roku 2022. Součástí kontraktu byla i vybudování loděnice v Angole. Následně loděnice CMN získala objednávku na dvě tankové výsadkové lodě. Prototypová jednotka RA 4 de Abril (ND15) byla na vodu spuštěna v únoru 2023. Ozbrojené síly Angoly dále objednaly dva letouny CASA C-295, vybavené pro námořní hlídkování. V roce 2023 portugalská společnost Mota-Engil Group dokončila práce na modernizaci a rozšíření angolské základny Soyo, ležící v ústí řeky Kongo.
Roku 2023 byly u společnosti EDGE Group objednány tři lehké korvety typu BR70 Mk.II, což je derivát korvet námořnictva Spojených arabských emirátů třídy Baynunah. Od prosince 2023 je staví loděnice Abu Dhabi Ship Building (ADSB).

## Složení

### Hlídkové čluny
- Třída Ngola Kiluange – hlídkové čluny pro ochranu rybolovu typu Damen FRV 6210
  - Ngola Kiluange (P200)
  - Nzinga Mbandi (P202)
- Třída Ocean Eagle 43 (3 ks) – lehký hlídkový trimaran
- Třída Super Dvora Mk.III (4 ks)
- Třída Mandume (4 ks)[6]
- Třída Patrulheiro (3 ks)[6]
- ARESA PVC-170 (5 ks)[6]
- Třída HSI 32 (3 ks) – interceptory

### Výsadkové lodě
- Třída LCT 200-70 – tankové výsadkové lodě
  - RA - 4 de Abril (ND15)
  - RA - 11 de Novembro (ND16)

## Plánované akvizice
- Korvety typu BR71 Mk.II (3 ks)